# Харанглаб (Муреш)
Харанглаб (рум. Hărănglab) насеље је у Румунији у округу Муреш у општини Мика. Oпштина се налази на надморској висини од 328 m.

## Становништво
Према подацима из 2002. године у насељу је живело 881 становника.

### Попис2002.
| Расподела становништва по националности 2002.‍ | Расподела становништва по националности 2002.‍ | Расподела становништва по националности 2002.‍ | Расподела становништва по националности 2002.‍ | Расподела становништва по националности 2002.‍ |
| --------------------------------------------- | --------------------------------------------- | --------------------------------------------- | --------------------------------------------- | --------------------------------------------- |
|                                               |                                               |                                               |                                               |                                               |
| Румуни                                        | Румуни                                        |                                               | 177                                           | 20,1%                                         |
| Мађари                                        | Мађари                                        |                                               | 592                                           | 67,3%                                         |
| Роми                                          | Роми                                          |                                               | 110                                           | 12,5%                                         |